# Kapelle St. Franziskus (Geilenkirchen)

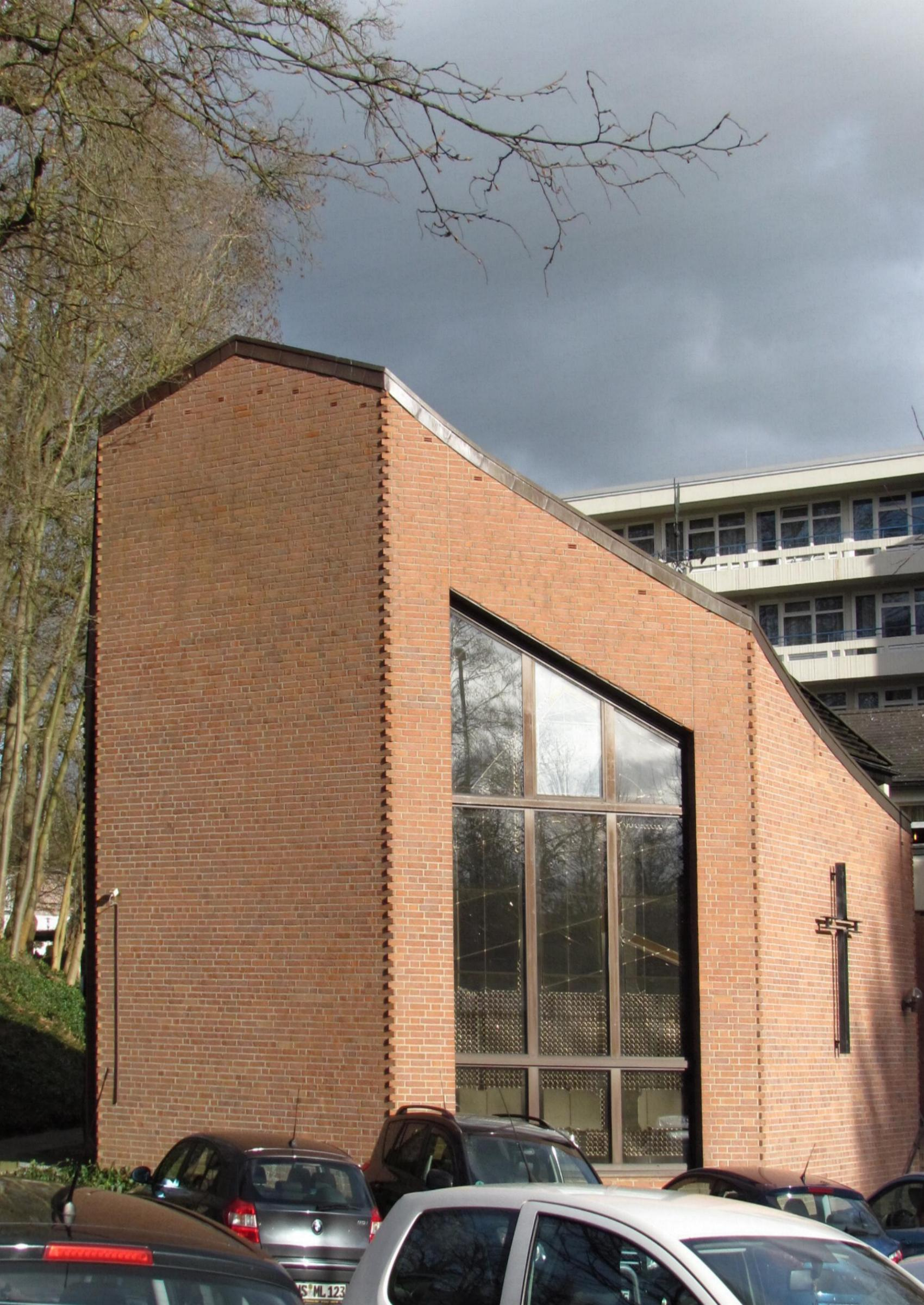
Außenansicht der Kapelle

Die römisch-katholische Kapelle St. Franziskus befindet sich in der Stadt Geilenkirchen in Nordrhein-Westfalen.

## Lage
Die Kapelle hat ihren Standort in Geilenkirchen, Am Kniepbusch 5. Sie ist Teil des Altenheims Franziskushaus.

## Geschichte
Mit der Inbetriebnahme des Altenheims St. Franziskus im Jahre 1973 baute die Franziskusheim gGmbH auch eine Kapelle. Unter dem Motto: Im Alter ein Zuhause bietet das Haus den Bewohnern Betreuung und Pflege im Alter. Die Einrichtung versteht sich als christliche Einrichtung, in der auf Wunsch der Bewohner auch eine seelsorgerliche Begleitung angeboten wird. Ein regelmäßiges Angebot an Heiligen Messen und Gottesdiensten kann ebenfalls genutzt werden.

## Architektur
Im Jahre 1973 baute die Betreibergesellschaft neben dem Altenheim, bestehend aus 128 Betten und 24 Wohnungen auch eine Kapelle. Architekt der Anlage war Karl Proksch aus Geilenkirchen. Die Kapelle ist ein Backsteinbau in geraden Linien. Große Fensterfläche an beiden Seiten sorgen für reichlich Lichteinfall. Im Innern ist die Kapelle ebenfalls neuzeitlich eingerichtet.

## Ausstattung
- Zur Ausstattung gehört eine elektrische Orgel.
- Eine Glocke ist im Glockenturm installiert.
- Eine Beschallungsanlage zur Übertragung der Gottesdienste
- Ein Altar, ein Ambo, mehrere Kerzenleuchter, ein Altarkreuz, eine Marienstatue, moderne Beleuchtung.
- Buntverglasung[1]

## Galerie

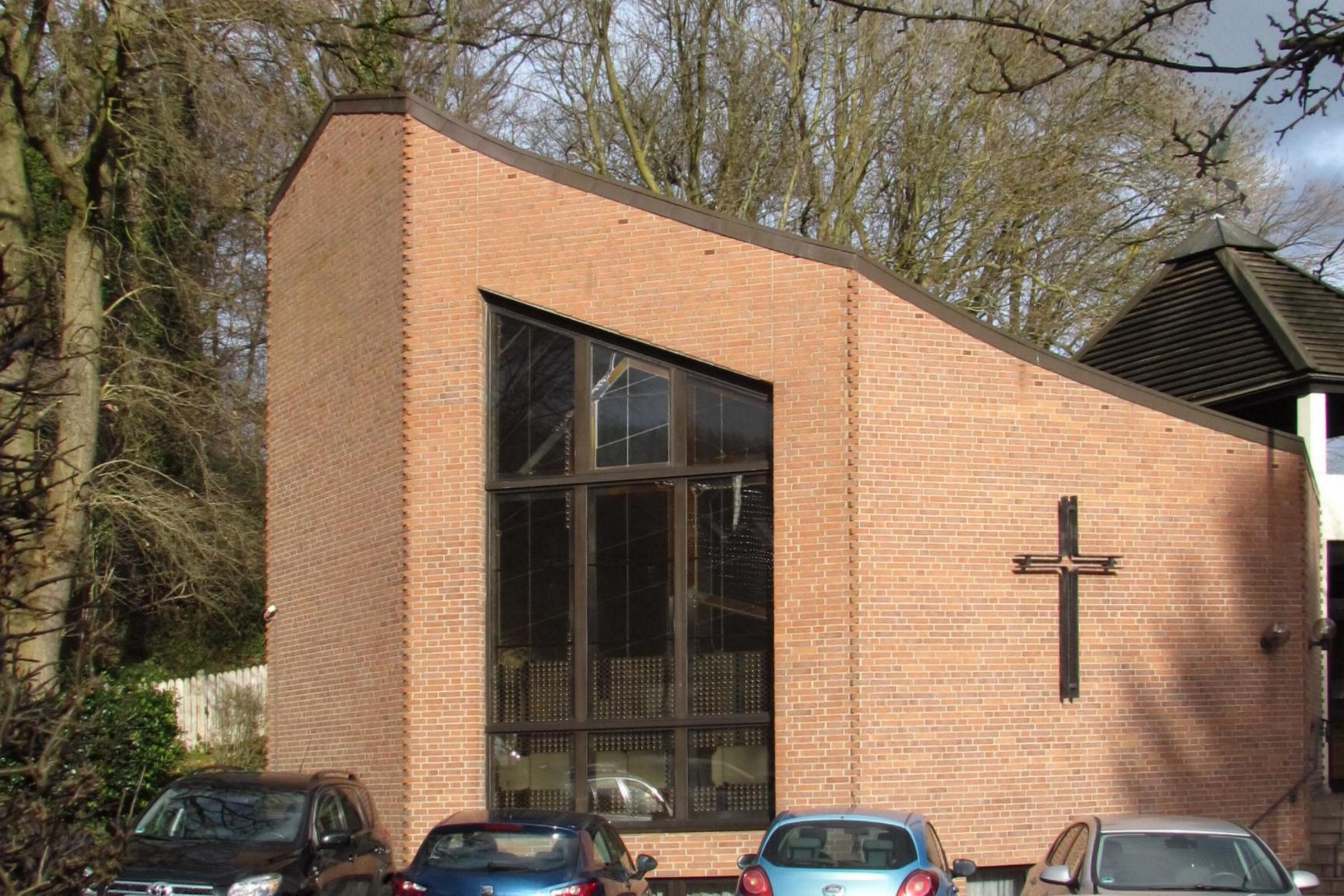
Kapellenansicht
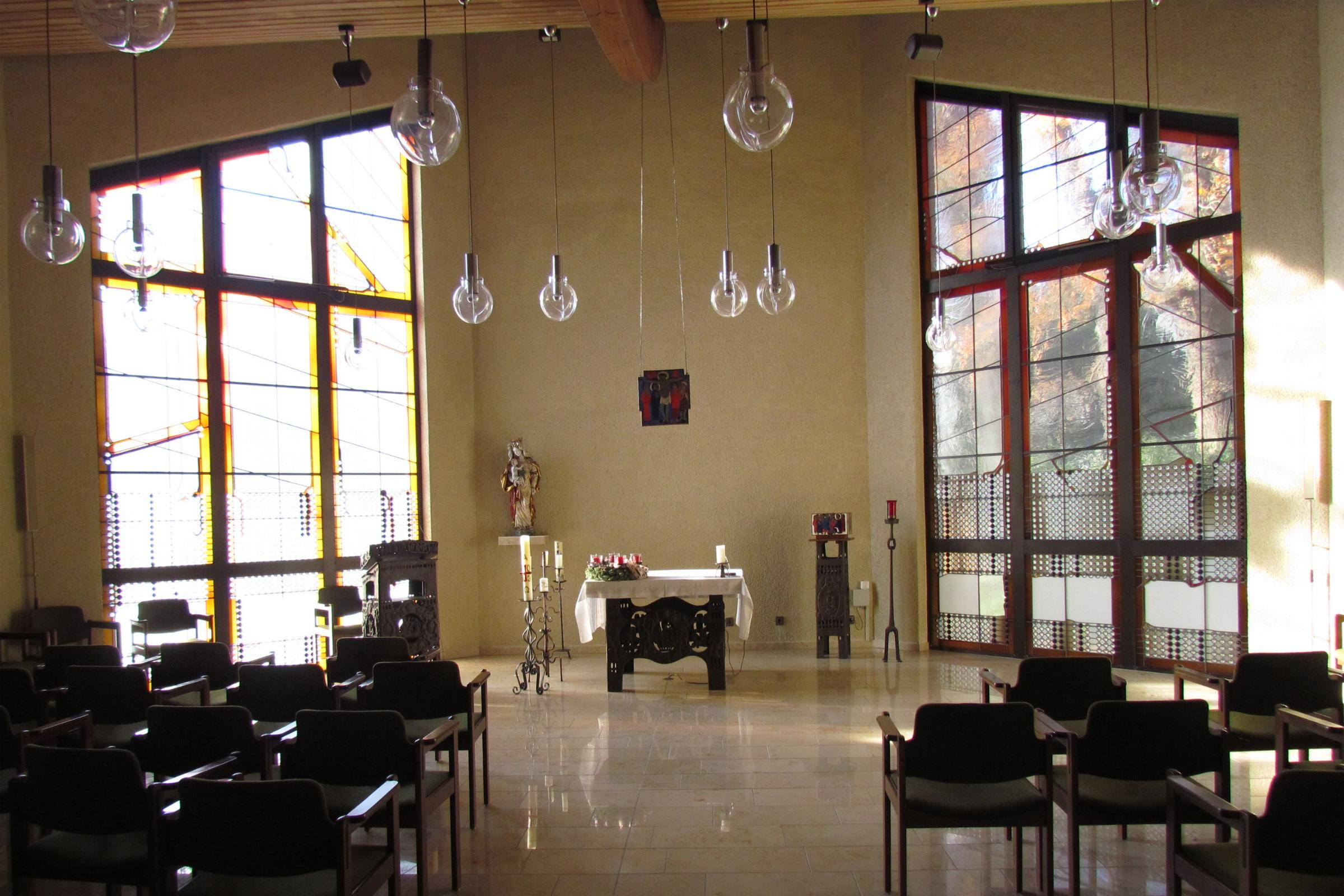
Innenansicht
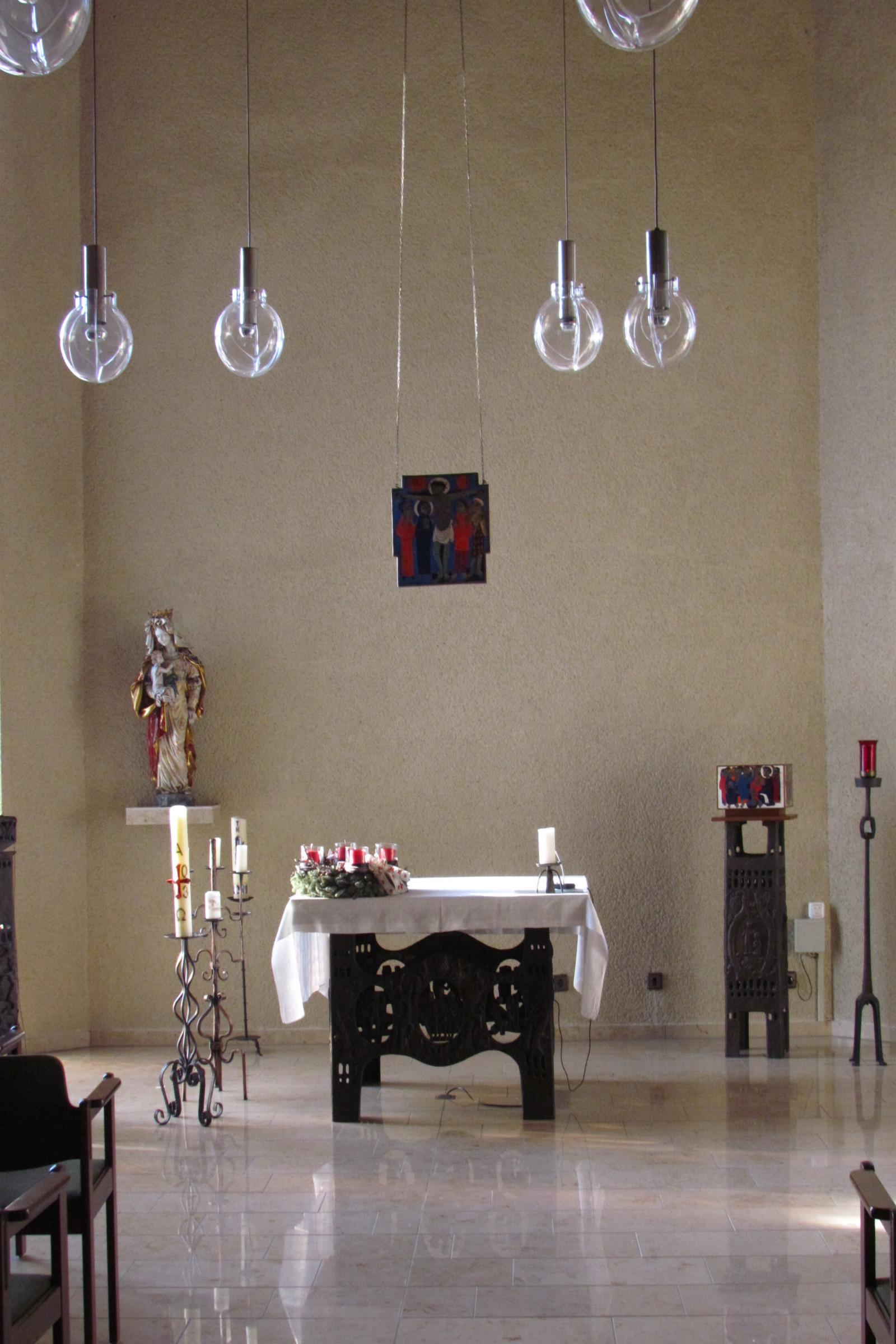
Altaransicht